# Република Македонија на Светском првенству у атлетици на отвореном 2015.
Македонија је учествовала на Светском првенству у атлетици на отвореном 2015. одржаном у Пекингу од 12. до 30. августа једанаести пут. Репрезентацију Македоније представљао је један атлетичар који се такмичио у трци на 100 метара.
На овом првенству Македонија није освојила ниједну медаљу, нити је оборен национални и лични рекорд, као ни најбољи резултат сезоне.

## Резултати

### Мушкарци
| Атлетичар    | Дисциплина | Лични рекорд | Предтакмичење | Предтакмичење | Квалификације | Квалификације | Полуфинале           | Полуфинале           | Финале               | Финале       | Детаљи |
| Атлетичар    | Дисциплина | Лични рекорд | Резултат      | Место         | Резултат      | Место         | Резултат             | Место                | Резултат             | Место        | Детаљи |
| ------------ | ---------- | ------------ | ------------- | ------------- | ------------- | ------------- | -------------------- | -------------------- | -------------------- | ------------ | ------ |
| Ристе Пандев | 100 м      | 10,61 НР     | 10,94         | 3. у гр. 2 КВ | 11,31         | 8. у гр. 5    | Није се квалификовао | Није се квалификовао | Није се квалификовао | 53 / 68 (71) |        |